# Bolewa Sabourin
Pour les articles homonymes, voir Sabourin.
 (mai 2023).
 (mai 2023).
Bolewa Sabourin, né le 5 septembre 1985 à Paris est un danseur, chorégraphe, artiviste, conférencier et auteur franco-congolais.
Cofondateur de l'association LOBA, il est l'auteur d'un récit autobiographique La rage de vivre aux éditions Faces cachées, co-écrit avec le journaliste Balla Fofana.

## Biographie

### Origines
Après une enfance et une adolescence chaotique entre la République Démocratique du Congo et la France, il s'engage dans des mouvements politiques et associatifs. En 2008 il cofonde avec un ami, William Njaboum, l'association LOBA afin de mettre l'art au service de la Cité.

### Retour au pays
En 2012, il retourne au Congo pour retrouver sa grand-mère et se réapproprier son identité africaine.

### Études
En 2013, il est embauché par l'association Passeport Avenir depuis devenu Article 1, où il initie le programme "Different Leaders", un projet d'accompagnement de jeunes issus de milieux modestes dans la découverte des grandes écoles et du monde de l'entreprise.

### La danse comme fil conducteur
Bolewa Sabourin a baigné dès son plus jeune âge dans la culture de la danse, d'abord par le biais de son père, professeur de danse, puis aux côtés de son oncle le danseur-chorégraphe Mutshi Mayé, ex soliste du Ballet National du Zaïre, qui lui enseigne les bases des différentes danses africaines et congolaises dans le respect des traditions, accompagné par des percussionnistes.
Plus tard, il utilisera la danse comme outil de militantisme et d'artivisme, une manière de faire de l'art en étant activiste.

Il incarne son engagement aux causes qu'il défend tant par le discours que par son corps et définit la danse comme son premier langage: "C'est le fil conducteur de ma vie, mon médicament, ma solution. Grâce à elle j'ai pu travailler mes anticorps". 
"Fais de ton corps une machine, de ton cerveau une arme, de ton cœur un art, de ta vie une œuvre !" Bolewa Sabourin 

## "Re-Création" by LOBA
C'est  en 2017, à la suite de son voyage en République Démocratique du Congo, au sein de la Fondation Panzi que naît le projet "Re-Création". Ce programme consiste en l'association de la danse et de la psychothérapie, comme outil de résilience pour les femmes victimes de violences sexuelles et sexistes socialement vulnérables, mais également les femmes atteintes du VIH. Bolewa Sabourin qui s'est donné pour mission de "réparer les survivantes au-delà des mots" prend régulièrement la parole sur ce sujet lors d'interventions médiatiques en France et à l'étranger.
Depuis 2019, au sein de l'Association Ikambere dédiée aux femmes porteuses du VIH, il anime en binôme avec une psychothérapeute des ateliers de danse et de prise de parole en groupe de façon hebdomadaire. Il intervient également à l'hôpital Avicenne AP-HP de Bobigny et au centre d'hébergement d'urgence Plurielles dans le IXe arrondissement de Paris. Bien que ces ateliers ne soient actuellement délivrés qu'en France, Bolewa Sabourin espère importer ce travail de longue haleine en République Démocratique du Congo, un pays ravagé par la culture du viol et où le projet a commencé.
La méthodologie est en cours de formalisation, via une recherche académique, afin d'être mise en pratique et appliquée en France, en République Démocratique du Congo et en Côte d'Ivoire, d'ici 2024.

### Autres objectifs de "Re-Création"
"Re-Création" a aussi pour objectif de sensibiliser aux violences que subissent les femmes par le biais d'un spectacle de danse intitulé "LArmes" qui raconte l'histoire de victimes de viol comme arme de guerre à l'Est du Congo. LArmes spectacle co-écrit par Bolewa Sabourin et Penda Diouf est un parallèle entre les "larmes" de colère ressenties pour ces femmes et cette "arme" utilisée pour les sublimer, tels que les ateliers de danse comme thérapie. Le spectacle comptabilise plus de trente dates à travers le monde et continue d'être joué dans différentes salles francophones.
L'association LOBA mène également des campagnes de sensibilisation auprès de lycéens afin de les rendre acteurs et actrices de la lutte pour les droits des femmes et contre les violences basées sur le genre.
Enfin, des ateliers et des conférences sont organisés autour du thème de la masculinité; l'objectif étant de repenser la place des hommes dans la société à travers une question principale : "Qu'est-ce qu'être un homme au XXIe siècle ?". C'est en janvier 2020, lors du Boma Momentum au Grand Rex à Paris, une soirée dédiée aux acteurs du changement et faisant intervenir une quinzaine de "thinkers" et "doers", que Bolewa Sabourin et son acolyte William Njaboum ont pris la parole pour la première fois en public sur ce sujet.

## Ses autres engagements

### Mouvement des jeunes socialistes
Bolewa Sabourin s'engage en 2009 auprès du Mouvement des Jeunes Socialistes (MJS). Il est affecté au bureau national. Il y mène différents projets notamment la création du collectif Cité en Mouvement qui a pour objectif de former les jeunes des quartiers populaires à la politique.
Déçu de la politique partisane, il quitte le Mouvement des Jeunes Socialistes en 2012 après la victoire de François Hollande aux élections présidentielles françaises.

### Cité en Mouvement
Bolewa Sabourin a également été la figure de proue du mouvement apartisan Cité en Mouvement, créé en février 2011. Il mobilise une vingtaine de membres autour du collectif. Le mouvement a pour objectif de former les jeunes des quartiers populaires à la politique et notamment d'inciter ces jeunes à s'inscrire sur les listes électorales afin de peser sur la politique nationale mais également soutenir les initiatives locales en faveur des banlieues.
Le 12 octobre 2011, le collectif a participé à un sit-in contre l'exposition de l'enseigne de l'établissement "Au Nègre Joyeux", un ancien magasin de cafés à Paris, spécialisé dans la vente de cafés, chocolats et confiserie ayant une enseigne de l'époque coloniale jugée raciste.
Il a aussi travaillé en collaboration avec le collectif "Stop au contrôle au faciès" afin de visibiliser les contrôles d'identité abusifs appliqués par la Police et la promotion d'une politique publique qui serait celle de la remise d'un récépissé de contrôle. Le candidat François Hollande a récupéré cette mesure et l'a instaurée en trentième position de son programme de candidat. En 2012, Laurianne Deniaud, qui avait introduit Bolewa Sabourin chez les socialistes, publie un livre sur le sujet des contrôles au faciès coécrit avec Thierry Marchal-Beck.

### Participation au collectif "Jeudi Noir"
"Jeudi Noir" est un collectif de jeunes qui luttent contre le mal-logement et adopte la méthode de la réquisition citoyenne d'immeubles entiers laissés à l'abandon.
De septembre à novembre 2009, Bolewa Sabourin a vécu dans un ancien foyer de la poste dans le XIe arrondissement de Paris alors qu'il était sans domicile fixe.
En octobre 2009, il décide de squatter un hôtel particulier de la Place des Vosges à Paris, "La Marquise" (devenu l'Hôtel de Coulanges), avec une quinzaine d'autres étudiants et quelques autres jeunes salariés", tous membres de Jeudi Noir, s'autoproclamant "collectif des galériens du logement". L'hôtel était inhabité depuis quarante-quatre ans, il y vivra jusqu'en mars 2010.

## La rage de vivre
Il co-écrit avec Balla Fofana, journaliste pour le quotidien français Libération son autobiographie La rage de vivre publié aux éditions Faces cachées. Paru pour la première fois en juillet 2018, le livre a été réédité en 2019 avec une préface de la danseuse et comédienne engagée Andréa Bescond.
Dans ce premier ouvrage, Bolewa Sabourin raconte sa jeunesse mouvementée, son cheminement identitaire et sa reconstruction à travers LOBA et le projet "Re-Création" en particulier; la danse comme fil conducteur.
La rédaction de "La rage de vivre" s'est faite en plusieurs étapes. Entamée lors de son voyage de plusieurs mois sur le continent africain, l'écriture s'est poursuivie à travers ses réseaux sociaux, notamment via ses statuts postés sur Facebook. Le titre de l'ouvrage fait écho à son intervention lors d'une conférence sur la scène d'un TEDx Champs Élysées Éducation en 2016, qu'il avait également intitulé "La rage de vivre". Sa rencontre avec le journaliste Balla Fofana quelques mois plus tard bouclait la boucle. Il dira de ce dernier "C'est un artisan des lettres. Avec sa virtuosité, il a mis de l'ordre dans mon désordre".

## SpectacleLe Jeune Noir à l'épée
En 2019, Bolewa Sabourin rejoint en tant que danseur le spectacle de l'artiste Abd Al Malik Le Jeune Noir à l'épée un projet artistique né d'une inspiration de l'artiste, émerveillé par une peinture de Pierre Puvis de Chavannes présentée au Musée d'Orsay lors d'une exposition intitulée Le Modèle Noir, de Gérikault à Matisse. L'exposition explore les questions esthétiques, politiques, sociales et raciales des corps noirs dans la peinture,. La dernière représentation de l'œuvre a eu lieu à l'automne 2022.

## Distinctions
En 2020, Bolewa Sabourin remporte le prix "Coup de Cœur" pour son discours sur la masculinité lors du concours d'éloquence Gisèle Halimi organisé chaque année par la Fondation des Femmes, à Paris.
En 2021, il reçoit le "Book for Peace International Award", un titre honorifique qui récompense les auteurs œuvrant pour la Paix, la Culture et les Droits de l'Homme.

## Publications
- Bolewa Sabourin et Balla Fofana, La Rage de vivre, Paris, Éditions Faces cachées, 2019, 154 p. (ISBN 979-1094926048, OCLC 1149674326, présentation en ligne)